# کاساتکین
کاساتکین (به لاتین: Kasatkin) یک منطقهٔ مسکونی در روسیه است که در آدیغیه واقع شده‌است.